# Ghowr (provins)
Ghowr-provinsen (nogle gange stavet Ghor) er en af Afghanistans 34 provinser. Den ligger i den centrale del af landet. Hovedstaden er Chaghcharan som ligger 2.280 moh. ved floden Hari Rud.
Ghowr var en del af Persien i mange århundreder og var en af de regioner, der deltog i den persiske kulturrenæssance efter den islamiske erobring af Persien. Navnet Ghowr er en dialektversion af det pahlaviske ord gar, som betyder bjerg.
Ghwor var også centrum i Ghorid dynastiet i det 12. og 13. århundrede. I resterne af hovedstaden Firuzkuh ligger minareten i Jam, som er på UNESCOs verdensarvsliste for beskyttelse af kulturminder.
17. juni 2004 angreb hundredvis af Abdul Salaam Khans styrker, som havde afslået den afghanske regerings plan for afvæbning af regionale militser Chaghcharan, og besatte byen. 18 mennesker blev dræbt eller skadet i kampene og provinsguvernøren Mohammed Ibrahim flygtede. Tre dage senere kundgjorde regeringen, at de ikke ville generobre byen. Khan og Ibrahim indledte kort tid efter forhandlinger, men nåede ikke til enighed. Khans tropper forlod Chaghcharan 23. juni, en dag før ankomsten af en bataljon af den afghanske nationalhær, ledet af generalløjtnant Aminullah Paktiyanai, som ankom med en støtte på 20 amerikanske soldater.
Den amerikanske eventyrer Josiah Harlan krævede i 1800-tallet titlen prins af Ghor for sig selv og sine efterkommere i bytte for militær hjælp under en fraktions-konflikt.
34°N 65°Ø / 34°N 65°Ø